# 유전적 다양성
유전적 다양성(遺傳的多樣性, 영어: genetic diversity)은 하나의 종에서 나타나는 유전자의 생물 다양성을 뜻하는 개념이다. 유전자 다양성(遺傳子多樣性)이라고도 한다. 한 종의 모든 유전자의 총수에서 차지하는 유전형질의 개체차를 주요 연구 대상으로 한다. 유전자 변산이 단순히 유전형질 간의 차이만을 다루는 개념인 것과 달리 유전적 다양성은 유전형질의 변화를 함께 고려한다. 유전적 다양성은 각 세대마다 증가하며, 이는 연관이나 교차, 변이 등의 영향을 받는다. 일반적으로 생물학에서 사용되는 유전정보라는 단어는 바로 개체군에서의 유전적 다양성을 의미한다.
유전적 다양성은 집단유전학의 여러 이론과 가설들의 기반이 되는 중요한 개념이다. 중립 진화 이론에 따르면 유전적 다양성은 중립적인 유전자 대체가 축적된 결과이다. 여러 가지 자연선택 역시 유전적 다양성을 유발한다. 분열성 선택은 하나의 종에 속한 하위집단이 서로 다른 환경에 처해졌을 때 서로 다른 자연선택을 겪게 되어 유전형질이 달라지게 된다는 이론이다. 분열성 선택은 어떤 종이 폭 넓게 이동하면서 서식지의 규모가 커졌을 때 일어난다. 빈도 의존 선택은 집단의 개체수가 적응도에 영향을 준다는 가설이다. 예를 들어 숙주-기생 상호관계에서 숙주가 어느 기생생물을 억제할 수 있도록 진화한 경우, 그 기생생물의 개체수가 많다면 숙주의 변화에 적응할 가능성이 더욱 높아진다.

## 중요성
유전적 다양성을 측정하는 방법은 다양하다. 현대 생물학에서는 동물의 유전적 다양성의 손실도 중요한 개념으로 다루어지고 있다. 2007년 미국 자연과학 재단의 연구에서 유전적 다양성이 생물 다양성과 상호 의존관계에 있다는 것이 밝혀졌다. 이 연구의 수석연구원이었던 리처드 랜코는 "생물 계에서 한 종류의 형질이 사라진다면 순환이 파괴되고 종 전체로 영향이 확산된다"고 설명하였다.

## 생존과 적응
유전적 다양성은 자연환경의 변화에 대처하는 생물 종의 생존과 적응력에 매우 중요한 역할을 한다. 사소한 유전자 차이가 생물 종의 중대한 변화를 가져올 수 있으며, 이렇게 하여 생겨난 해부학적 차이는 종의 생존과 적응에 영향을 미친다. 유전적 다양성 정도가 큰 집단에서는 보다 다양한 유전자들이 고착 형질로 선택될 수 있다. 진화는 종분화의 과정이며 결과적으로 유전적 다양성이 증가하는 방향으로 진행된다. 유전적 다양성이 적은 종은 환경변화에 대해 큰 위험을 갖고 있는 것이다. 또한 동질의 유전자 특성을 지니는 집단에서 일어나는 생식은 근친교배에서와 같이 유전자 결함의 확률이 높아지게 된다.

## 농업

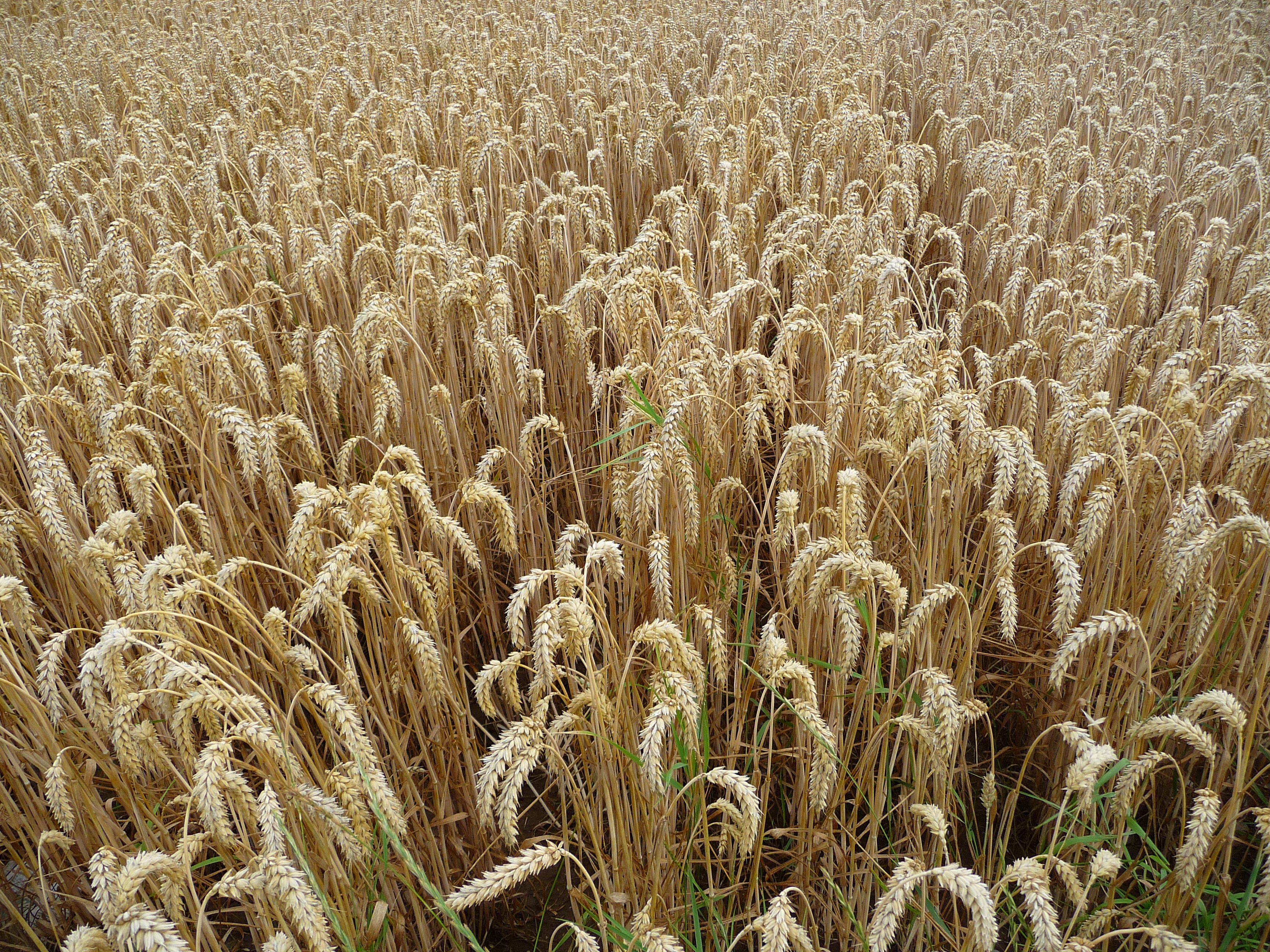
곡물은 인간의 품종개량으로 유전자 다양성이 제약되었다.

인간은 농업을 시작한 이래 품종개량을 해 왔다. 품종 개량의 결과 경작지에 하나의 작물만을 기르는 단작이 이루어졌으며, 이는 재배 식물의 유전자 다양성을 극도로 억제하는 결과를 가져왔다. 단작으로 인해 거의 같은 유전형질을 갖는 곡물이 넓게 퍼졌고, 그 결과 작물들은 특정한 질병에 취약해졌다. 이는 단작을 통해 작물의 유전자가 고정되어 있는 동안 박테리아들은 끊임 없이 변이를 계속해 왔기 때문이다.
이로 인한 가장 비극적인 사태는 아일랜드 대기근을 들 수 있다. 아일랜드 전역에서 단일한 품종의 감자들만 심은 결과 감자잎마름병이 걷잡을 수 없게 확산되면서 대기근을 악화시켰다. 

## 변화 경로

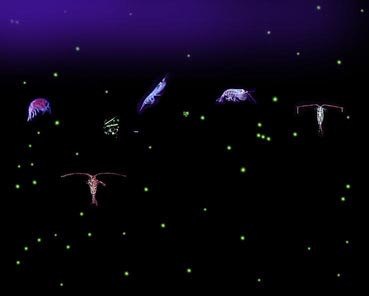
플랑크톤
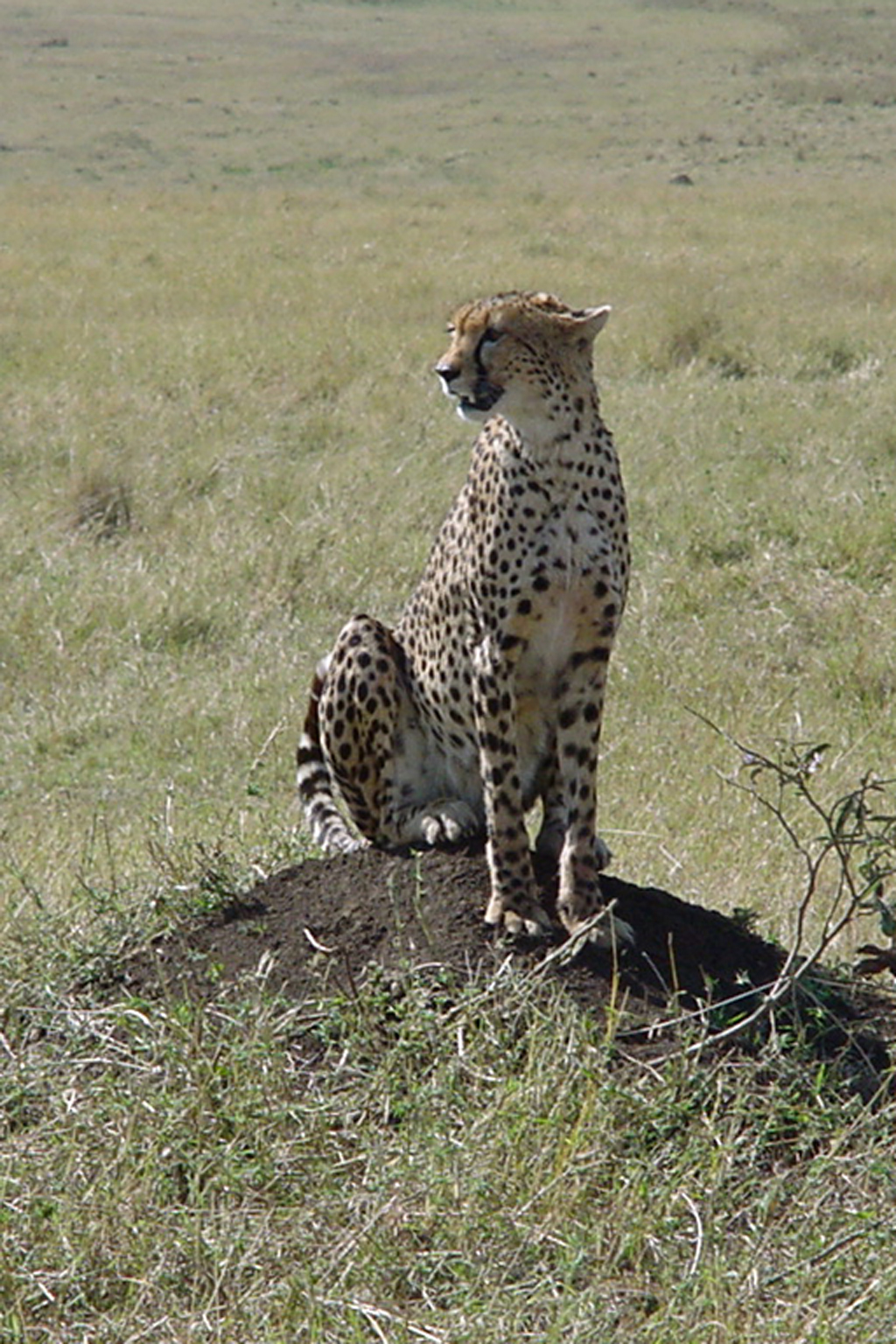
치타

자연계의 유전적 다양성이 변화하는 데에는 몇 가지 경로가 있다

해양의 플랑크톤에서는 바이러스가 유전자 다양성을 증가시키는 요인이 된다. 해양 바이러스는 여러 종의 플랑크톤에 두루 전파되며 이 때 서로 다른 종의 유전자를 옮긴다. 이러한 수평적 유전자 이동으로 인해 해양 플랑크톤은 환경의 변화에도 생존할 수 있는 유전적 다양성을 갖게 된다.
멸종 위기에 처한 치타의 경우 빈약한 유전적 다양성이 생물 생존에 걸림돌로 작용하고 있다. 태어난 치타 가운데 5%만이 완전히 성장할 때까지 살아남기 때문이다. 1만년 전 무렵 치타속에 속하는 많은 종들이 멸종하였다. 이로 인해 유전자 병목 현상을 겪은 치타는 유전적으로 매우 가까운 집단 간의 교배가 지속되었다. 한편, 최근 연구에서 치타 암컷이 여러 수컷과 교미하여 새끼를 임신한다는 것이 발견되었다. 이는 유전적 다양성을 늘리는데 긍정적인 작용을 할 것으로 보인다.

## 같이 보기
- 국제 햅맵 프로젝트
- 유전자 이동
- 유전자 재조합